# ولايات إثيوبيا

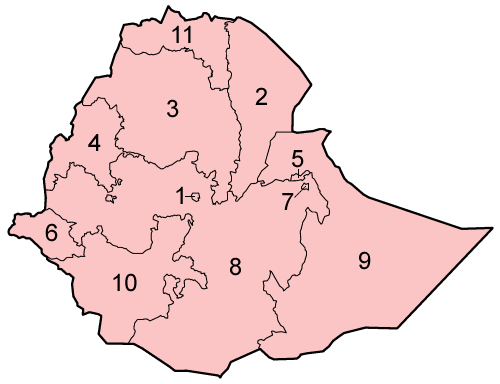
أقاليم إثيوبيا العرقية

قامت حكومة الجبهة الشعبية لتحرير إثيوبيا عام 1995 بتقسيم إثيوبيا إلى تسع ولايات (بالأمهرية: «كيليلوتش»، ومفردها: «كيلي»)‏ حسب الأعراق، بالإضافة إلى مدينتين ذواتي وضع خاص (بالأمهرية: «أستدادر أكبابيوتش» -*-)‏:
1. أديس أبابا (*)
2. ولاية عفر
3. ولاية أمهرة
4. بني شنقول - قماز
5. ديرة داوا (*)
6. جامبيلا
7. ولاية هراري
8. أوروميا
9. صومالي (أوجادين)
10. الأمم الجنوبية
11. تيغراي (إقليم)
12. ولاية سيداما